# Comté de Montgomery (Kansas)
Pour les articles homonymes, voir Comté de Montgomery.
Le comté de Montgomery est l’un des 105 comtés de l’État du Kansas, aux États-Unis. Fondé le 26 février 1867, il a été nommé en hommage au général Richard Montgomery.
Siège : Independence. Plus grande ville : Coffeyville.

## Géolocalisation
| Comté d’Elk         | Comté de Wilson                 | Comté de Neosho            |
| Comté de Chautauqua | Comté de Montgomery             | Comté de Labette           |
|                     | Comté de Washington (Oklahoma ) | Comté de Nowata (Oklahoma) |